# Загайкевич, Алла Леонидовна
Алла Леонидовна Загайкевич (укр. Алла Леонідівна Загайкевич; род. 17 декабря 1966, Хмельницкий) — украинский композитор. Заслуженный деятель искусств Украины (2021).

## Биография
Закончила Киевскую государственную консерваторию (1990) по классу композиции Юрия Ищенко. В 1995—1996 прослушала годовой курс в фр. IRCAM (семинары Б.Фернихоу, Т. Мюрая, Ф. Манури). Отмечает влияние на свое творческое становление  идей трансцендентальной философии    А. Босенко
В 1986—1999 выступала вместе с фольклорным ансамблем «Древо».
С 1998 преподает на кафедре музыкально-информационных технологий в Национальной музыкальной академии Украины. Член Союза композиторов Украины (с 1993). Автор статей по музыковедению. Произведения Аллы Загайкевич исполнялись на фестивалях «Киев Музик Фест», «Премьеры сезона», «Мистецьке Березілля» в Киеве, «Два дня и две ночи новой музыки» в Одессе, «Музыкальной традиции и авангарда» в Люблине и других.

## Сочинения
- 1990 — симфония на стихи В. Маяковского для баритона и симфонического оркестра
- 1991 — трио для скрипки, виолончели и фортепиано
- 1992—1997 — Числа и ветер, камерная опера на стихи Н. Воробьёва (премия Министерства культуры и искусства Украины, 2001)
- 1993 — Интермеццо для симфонического оркестра
- 1994 — Sans l’Eloignement de la Terre («Не отрываясь от земли») для скрипки, баяна и гитары
- 1995 — Musique Aveugle («Слепая музыка») для фортепиано и оркестра
- 1996 — Ausgesetzt auf den Bergen des Herzens…, на стихи Р. М. Рильке для сопрано и оркестра
- 1996 — І поволі кружляючи я увійду в небесний став …, на стихи Олега Лышеги для фагота, контрабаса, кларнета/бас-кларнета и электроники
- 1997 — Mar-X-неизвестность для сопрано и фортепиано
- 1998 — Chemins des Ombres («Дороги теней») для тромбона, перкуссии и контрабаса
- 1998 — Интерлюдия для флейты, кларнета, тромбона, фагота, валторны, перкуссий, фортепиано, скрипки, альта, виолончели и контрабаса
- 2000 — Cosi Fan Tutte («Так поступают все женщины»), электронная музыка для аудио- и видеоинсталляции
- 2001 — Бежать, дышать, молчать, электронная музыка для аудиовизуальной инсталляции
- 2002 — The Way to the Great River («Путь до Большой реки») на текст Олега Лышеги для сопрано и 8-ми инструментов (fl, ob, cl, prc, p, vn, vl, vc)
- 2002 — Гравитация для двух виолончелей
- 2004 — Ecce Juventa Anni для сопрано, хора и симфонического оркестра на текст Г. Сковороды
- 2004 — Vents, Pierres, Fleurs для аккордеона
- 2005 — Laborintus — Exitus для кларнета и магнитофонной ленты
- 2006 — Прозрачность для скрипки, магнитофонной ленты и живой электроники
- 2007 — Концерт для виолончели с оркестром
- 2009 —  Струнный квартет
- 2010 — Cantos: Island для 3-х виолончелей и 15-ти струнных
- 2010 — Blicke der Verliebten для 8-ми исполнителей
- 2011 — Contre S. для контрабасовой флейты, контрабас-саксофона, тубы и электроники, посвящается Ги Дебору
- 2011 — Mithe IV : KS для скрипки и электроники, посвящается Каролю Шимановскому
- 2011 — Musique naïve (dedicated to ) для баяна, гитары, терменвокса и электроники, посвящается трио CAT

### Музыка к фильмам
- 2015 — Жива ватра
- 2017 — Дом «Слово»

## Исполнители
Произведения Аллы Загайкевич исполняют известные украинские и зарубежные коллективы: Национальный симфонический оркестр Украины, оркестр Национальной Консерватории им. П. И. Чайковского, Камерный оркестр Ровенской филармонии, Камерный оркестр Черниговской филармонии, Украинский государственный ансамбль солистов (камерный оркестр), Киевская камерата, Киевский камерный оркестр Archi (все — Украина), Kammersymphoniker (Австрия); Киевский ансамбль современной музыки «Рикошет» (Украина), ансамбль Фрески (Одесса, Украина), ансамбль CAT (Украина), ансамбль Court-Circuit (Франция), Ensemble Contemporain de Montréal (Канада).

## Премии
- Заслуженный деятель искусств Украины (2021)[3].
- Национальная премия Украины имени Тараса Шевченко (2025) за полнометражный игровой фильм «Довбуш»[4].
- Государственная премия Украины имени Александра Довженко (2004) за музыку к фильму Олеся Санина «Мамай»[5][6].
- Премия им. Ревуцкого (2001).
- Премия «Золотая дзига» (2017).